# Losse veldritten België 2023-2024
Dit is een overzichtspagina van de losse veldritten in België in het seizoen 2023-2024. Deze veldritten behoren niet tot een regelmatigheidscriterium, maar zijn volledig zelfstandig.

## Mannen elite
| Datum      | Wedstrijd                                | Cat. | Eerste                 | Tweede            | Derde         |
| ---------- | ---------------------------------------- | ---- | ---------------------- | ----------------- | ------------- |
| 19/10/2023 | Kermiscross, Ardooie                     | C2   | Gerben Kuypers         | Eli Iserbyt       | Joran Wyseure |
| 06/01/2024 | Cyclocross Gullegem, Gullegem            | C2   | Michael Vanthourenhout | Cameron Mason     | Joran Wyseure |
| 15/01/2024 | Cyclocross Otegem, Otegem                | C2   | Eli Iserbyt            | Cameron Mason     | Jente Michels |
| 25/02/2024 | Internationale Sluitingsprijs, Oostmalle | C1   | Niels Vandeputte       | Lars van der Haar | Eli Iserbyt   |

## Vrouwen elite
| Datum      | Wedstrijd                                | Cat. | Eerste                   | Tweede            | Derde                    |
| ---------- | ---------------------------------------- | ---- | ------------------------ | ----------------- | ------------------------ |
| 19/10/2023 | Kermiscross, Ardooie                     | C2   | Annemarie Worst          | Aniek van Alphen  | Marion Norbert-Riberolle |
| 06/01/2024 | Cyclocross Gullegem, Gullegem            | C2   | Zoe Bäckstedt            | Manon Bakker      | Inge van der Heijden     |
| 15/01/2024 | Cyclocross Otegem, Otegem                | C2   | Marion Norbert-Riberolle | Sanne Cant        | Aniek van Alphen         |
| 25/02/2024 | Internationale Sluitingsprijs, Oostmalle | C1   | Lucinda Brand            | Laura Verdonschot | Manon Bakker             |

## Tv-rechten
| Datum      | Wedstrijd                                | Cat. | Tv-zender                                     |       |
| ---------- | ---------------------------------------- | ---- | --------------------------------------------- | ----- |
| 19/10/2023 | Kermiscross, Ardooie                     | C2   | –                                             | [ 1 ] |
| 06/01/2024 | Cyclocross Gullegem, Gullegem            | C2   | Telenet Play Sports/Proximus Pickx+ Eurosport | [ 2 ] |
| 15/01/2024 | Cyclocross Otegem, Otegem                | C2   | Focus-WTV (regionale zender)                  | [ 3 ] |
| 25/02/2024 | Internationale Sluitingsprijs, Oostmalle | C1   | Telenet Play Sports                           | [ 4 ] |

Kampioenschappen:  Wereldkampioenschappen ·
 Europese kampioenschappen ·
 Belgische kampioenschappen ·
 Nederlandse kampioenschappen
Klassementen:  Wereldbeker ·
 Superprestige ·
 X²O Badkamers Trofee ·
 TOI TOI Cup ·
 USCX Series ·
 Coupe de France ·
 National Trophy Series ·
 Copa de España ·
 Swiss Cyclocross Cup ·
 Hope Supercross Series
Overig:  Exact Cross ·  Losse crossen België
1982-1983 · 
1983-1984 · 
1984-1985 · 
1985-1986 · 
1986-1987 · 
1987-1988 · 
1988-1989 · 
1989-1990 · 
1990-1991 · 
1991-1992 · 
1992-1993 · 
1993-1994 · 
1994-1995 · 
1995-1996 · 
1996-1997 · 
1997-1998 · 
1998-1999 · 
1999-2000 ·
2000-2001 · 
2001-2002 · 
2002-2003 · 
2003-2004 · 
2004-2005 · 
2005-2006 · 
2006-2007 · 
2007-2008 · 
2008-2009 · 
2009-2010 · 
2010-2011 · 
2011-2012 · 
2012-2013 · 
2013-2014 · 
2014-2015 · 
2015-2016 · 
2016-2017 · 
2017-2018 · 
2018-2019 ·
2019-2020 ·
2020-2021 ·
2021-2022 ·
2022-2023 ·
2023-2024 ·
2024-2025